# دفنه سامیلی
دفنه سامیلی (به انگلیسی: Defne Samyeli) (زاده ۱۷ مارس ۱۹۷۲) مجری تلویزیون، بازیگر و خواننده ترک است.
از کارهای معروف او می‌توان به بازی در مجموعه تلویزیونی عروس استانبولی اشاره کرد.